# Вінченцо Ваннутеллі (дипломат)
Вінченцо Ваннутеллі (Ванутеллі) (італ. Vannutelli, 1841—1900) — ватиканський дипломат, історик, мандрівник.

## Біографія
Народився в м. Рим. Автор 20-томної серії народо- і релігієзнавчих звітів про країни Східної Європи та Близького Сходу під загальною назвою «Погляд на Схід», де багато уваги приділено проблемам слов'янства. У книзі «Росія» (Рим, 1892, ч. 1–2) підбив підсумки своєї подорожі 1891 по Україні (Одеса, Київ) та Росії, подав описи народних і церковних традицій, християнських та інших культурних надбань українців. Особливу увагу приділив взаєминам між католиками й православними.
Помер у м. Рим.